# سروسکرکه
سروسکرکه (به هلندی: Serooskerke) یک منطقهٔ مسکونی در هلند است که در فیره (هلند) واقع شده‌است. سروسکرکه ۱٬۷۹۱ نفر جمعیت دارد.